# Сосэй
Сосэй или Сосэй-хоси, Монах Сосэй, Священник Сосэй, мирское имя — Ёсиминэ Харутоси (素性 или 素性法師, ок. 816 — 910) — японский поэт и буддийский монах.
Сын поэта Хэндзё, также бывшего буддийским монахом. Писал в жанре вака. Вошёл в число 36 бессмертных поэтов. Крупнейший поэт антологии Кокинсю. Одно из его танка включено в антологию Хякунин иссю:
Хоть обещала,

что ждать ты не заставишь,

но ждал я долго,

пока — увы! — под утро

луна не показалась!